# Ośrodek Ski & Sun Świeradów-Zdrój
Ośrodek Ski & Sun Świeradów-Zdrój – ośrodek narciarski położony w Górach Izerskich na północnym zboczu Stogu Izerskiego (1105 m n.p.m.).

## Trasa narciarska
Trasa narciarska biegnie wzdłuż kolei gondolowej „Stóg Izerski” ze Świeradowa-Zdroju.
Podstawowe parametry trasy narciarskiej:
- długość: 2500 m
- przewyższenie: 443 m
- stopień trudności: czerwony
- średnie nachylenie trasy: 18%
- trasa oświetlona (41 masztów oświetleniowych po 800 W każdy)
- trasa naśnieżana (21 armatek śnieżnych, rozmieszczonych mniej więcej co 120 m)
- zabezpieczenie przez system siatek ochronnych, wychwytujących i odgradzających oraz zabezpieczenie słupów oświetleniowych specjalnymi materacami ochronnymi
- trasa nie jest homologowana przez FIS

Stacja jest członkiem stowarzyszenia Polskie Stacje Narciarskie i Turystyczne.

## Trasy biegowe
19 stycznia 2012 oddano do użytku oznakowaną i przygotowaną dla narciarzy biegowych trasę biegową o nazwie „Izerski Szlak Cietrzewia”. Zimą jest to trasa biegowa, w innych sezonach służy turystyce pieszej. Trasa oznakowana została symbolem tropu jednego z najcenniejszych zwierząt Gór Izerskich – cietrzewia.
Trasa biegowa rozpoczyna się na Stogu Izerskim przy górnej stacji kolei gondolowej, skąd biegnie drogą asfaltową do Łącznika, dalej Drogą Telefoniczną do Polany Izerskiej. Kolejnym punktem trasy jest Schronisko Turystyczne „Chatka Górzystów” Hala Izerska, a dalej projekt przewiduje już dwa ślady:
- pierwszy prowadzi żółtym szlakiem turystycznym do mostu na Jagnięcym Potoku i dalej do Rozdroża nad Cichą Równią.
- drugi przez rezerwat do schroniska „Orle”.

Obie trasy łączą się z siecią tras przygotowaną przez Bieg Piastów do Jakuszyc.
Długość szlaku wynosi 19,5 km i dzieli się na poszczególne odcinki:
- Gondola – Polana Izerska (Drwale) – 6,1 km
- Drwale – Chatka Górzystów – 3,1 km
- Chatka Górzystów – Orle – 5,2 km
- Orle – Jakuszyce – 5,1 km

a wariant przez Cichą Równię:
- Chatka Górzystów – Cicha Równia – 6 km
- Cicha Równia – Jakuszyce – 2,5 km.

## Pozostała infrastruktura
Przy dolnej stacji kolei do dyspozycji narciarzy i snowboardzistów są:
- szkółka narciarska w ogródku narciarskim SunKid
- wypożyczalnia sprzętu zimowego
- snowpark z ponad 15 przeszkodami wykonanymi przez firmę Techramps
- restauracja
- WC
- parking z 600 miejscami parkingowymi.

Przy górnej stacji kolei znajdują się:
- placówka GOPR
- w pobliżu znajduje się Schronisko PTTK na Stogu Izerskim.

## Operator
Operatorem i właścicielem stacji jest „SKI & SUN Świeradów Zdrój” (oddział spółki „Sobiesław Zasada Sp. z o.o.” z siedzibą w Krakowie przy ul. Armii Krajowej 19. Prezesem zarządu spółki jest Artur Chwist.)
Spółka dzierżawi od gminy w drodze bezprzetargowej niezabudowane grunty ośrodka na okres 25 lat, do grudnia 2031.

## Historia
Spółka „Kolej Gondolowa Stóg Izerski Spółka Akcyjna”, której celem była budowa kolei, została zarejestrowana w KRS w lipcu 2001. Spółka ta ogłosiła upadłość w 2005. Spółka „Kolej Gondolowa Świeradów Zdrój Spółka z o.o.”, która przejęła masę upadłościową, została zarejestrowana w KRS w lutym 2007 z kapitałem zakładowym 25 mln zł. W lipcu 2009 spółka zmieniła firmę na „Sobiesław Zasada Sp. z o.o.” i otworzyła oddział o nazwie „Kolej Gondolowa Świeradów Zdrój”, który następnie zmienił nazwę na „Ski & Sun Świeradów Zdrój”. Głównym udziałowcem spółki jest Sobiesław Zasada Group kontrolowana przez Sobiesława Zasadę.
Budowa kolei gondolowej na Stóg rozpoczęła się w marcu 2007, a ukończono ją w listopadzie 2008. Kolej gondolowa została oddana do użytku 17 grudnia 2008, ale oficjalne otwarcie odbyło się 10 stycznia 2009.